# Parque cerrado

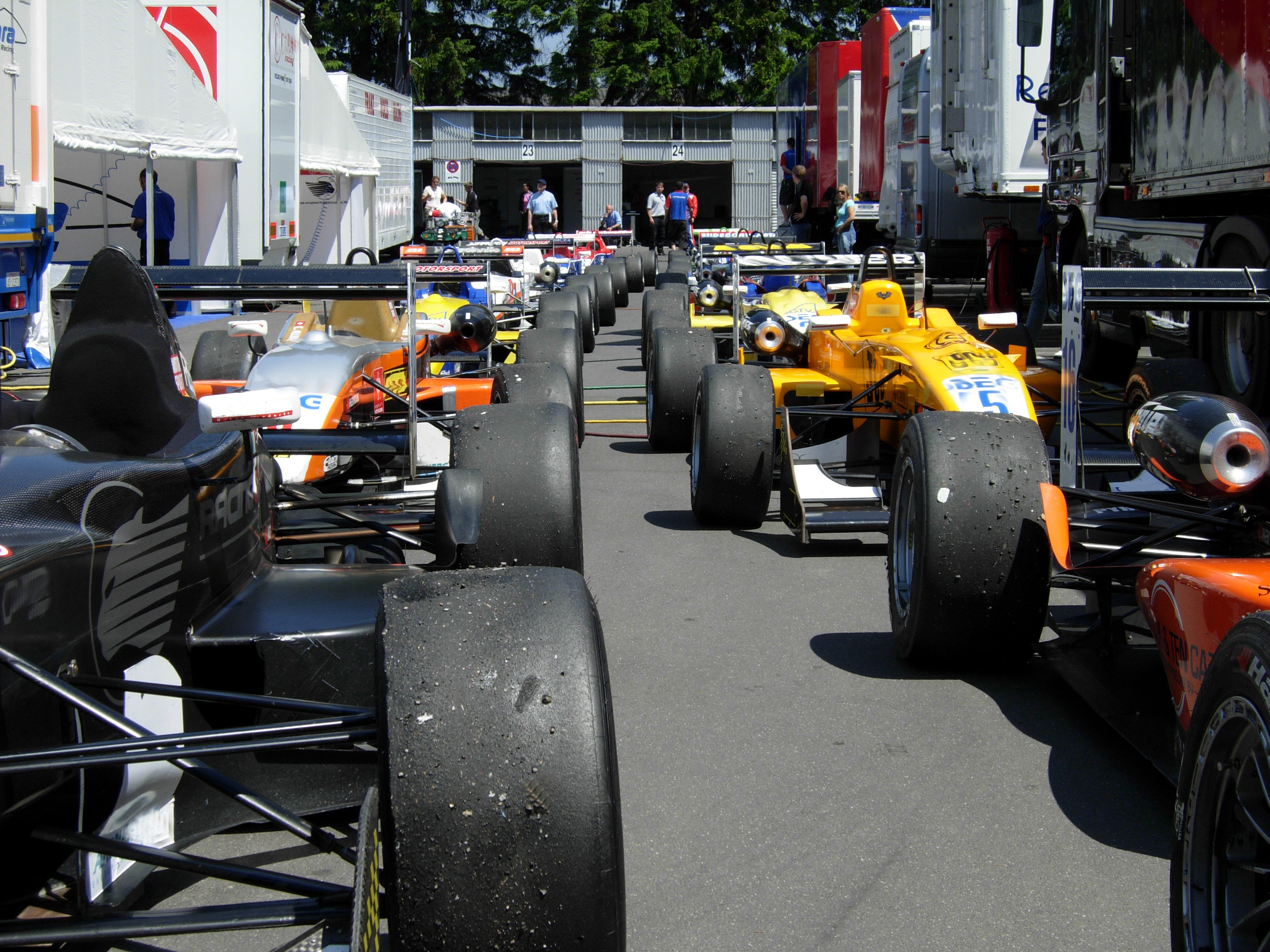
Parque cerrado de Fórmula 3.

El parque cerrado (en francés Parc fermé) es un área segura en un circuito de carreras de automovilismo donde los coches regresan a boxes después y, a veces, antes de la carrera.

## Área
Por ejemplo, de acuerdo con las reglas de la Fórmula 1 de la FIA, el área debe ser lo suficientemente grande y segura para evitar el acceso no autorizado a los monoplazas, al tiempo que permite que se realicen controles técnicos. Los coches deben colocarse en el parque cerrado dentro de las tres horas y media desde el final de la clasificación hasta cinco horas antes del inicio de la vuelta de formación de carrera. Esencialmente, los coches en esta área no deben ser tocados por nadie sin el permiso expreso de los comisarios deportivos de la FIA.
Sin embargo, los monoplazas se ponen en «condiciones de parque cerrado» desde el momento en que los autos salen de boxes para la clasificación hasta el comienzo de la vuelta de formación de carrera. En estas condiciones, solo se permiten ajustes menores, como cambios de neumáticos, repostaje, purga de frenos y ajustes menores del alerón delantero. Como tal, los equipos no pueden realizar cambios importantes en la configuración entre la clasificación y el día de carrera. La violación de tales reglas generalmente significa que el monoplaza debe comenzar desde el pitlane.
La única excepción se debe a un cambio en las condiciones climáticas, donde el director de carrera dará permiso a los equipos para realizar los cambios apropiados en sus coches, o en el caso de accidentes graves que comprometan la integridad del auto.
En las competencias de duatlón (carrera-bicicleta-carrera) y triatlón (natación-bicicleta-carrera), el parque cerrado es un área segura donde se guardan las bicicletas durante la carrera. Según la normativa, a las bicicletas solo pueden acceder los propios deportistas, ya que en este deporte está prohibida cualquier tipo de ayuda ajena.